# Liste der Monuments historiques in Trappes
Die Liste der Monuments historiques in Trappes führt die Monuments historiques in der französischen Gemeinde Trappes auf.

## Liste der Bauwerke
| Bezeichnung                        | Beschreibung | Standort                                     | Kennzeichnung | Schutzstatus | Datum | Bild           |
| ---------------------------------- | ------------ | -------------------------------------------- | ------------- | ------------ | ----- | -------------- |
| Arbeitersiedlung Les Dents de Scie | Erbaut 1926  | 6 bis 60 und 5 bis 27, avenue Marceau (Lage) | PA00087799    | Inscrit      | 1992  | weitere Bilder |

## Liste der Objekte
- Monuments historiques (Objekte) in Trappes in der Base Palissy des französischen Kultusministeriums